# Missile antisatellite
Pour les articles homonymes, voir ASAT et missile (homonymie).

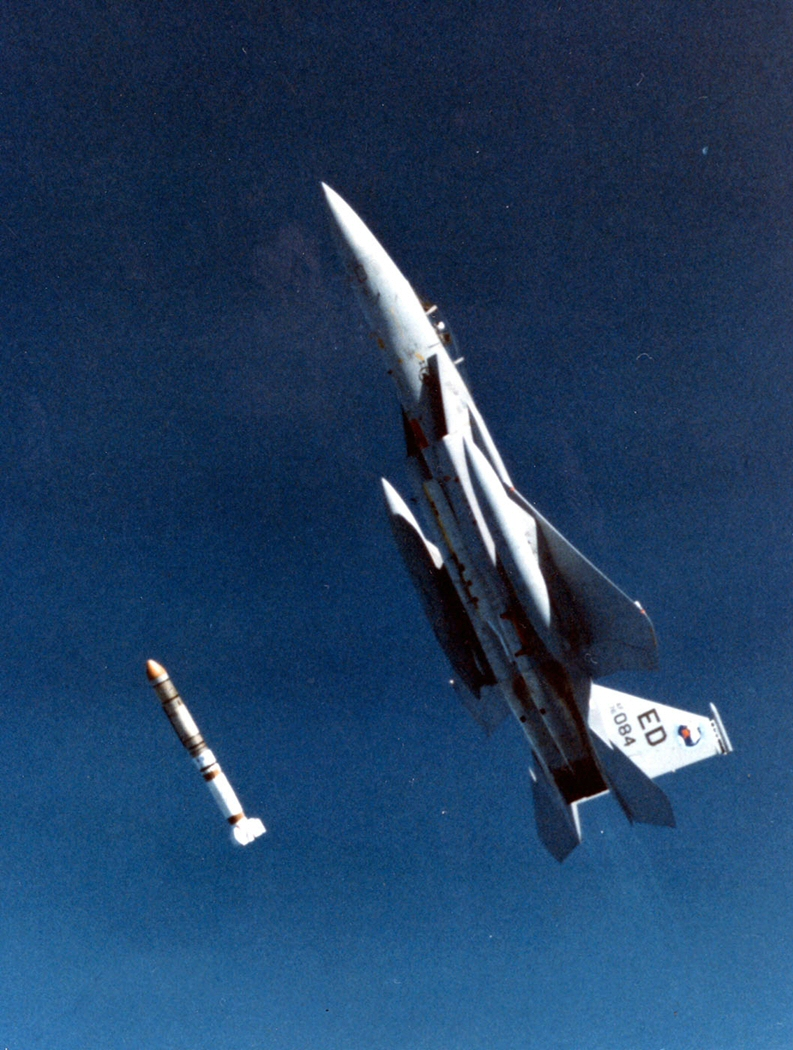
Lancement d'un Vought ASM-135 ASAT le 13 septembre 1985 par un F-15.

Les missiles antisatellites (en anglais : anti satellite activities, ASAT) sont des missiles destinés à détruire des satellites artificiels. Ils sont généralement dérivés des programmes de défense antimissiles balistiques.
Seuls quatre pays ont procédé à des tirs de tels missiles : les États-Unis d'Amérique (dernier tir en 1985, abandon officiel, puis nouveau tir en 2008), la république populaire de Chine (premier tir en 2007), l’URSS (aujourd'hui disparue) la Russie lui succédant, en 2015 et le 16 novembre 2021). Vient ensuite la république de l'Inde (premier tir le 27 mars 2019).
Les États-Unis et l’URSS ont signé un accord excluant l’espace comme champ d’opérations. Au contraire, la Chine considère celui-ci comme un champ possible de combat, ce qui a entraîné le changement de position des États-Unis (tous deux en 2006).
À la suite de la destruction d'un satellite météo chinois par la Chine en janvier 2007, les États-Unis ont relancé des essais : le premier tir contre une cible réelle eut lieu lors de la destruction à 247 km d'altitude d’un satellite espion en perdition USA-193 le 21 février 2008.
La relance des essais de missiles antimissiles et antisatellites menace l'équilibre géostratégique instauré par l'équilibre de la terreur et génère de nombreux débris spatiaux.

## Méthode de destruction
Au tout début de l’ère spatiale, du fait de la médiocre précision des premiers missiles, ceux-ci devaient embarquer une arme nucléaire devant détoner à proximité du satellite visé. Depuis, on peut créer un nuage de débris ou de projectiles sur le chemin de l'objet, qui l'endommage par la suite ou utiliser un engin percutant directement le satellite.
L'Union soviétique a également développé des satellites anti-satellites : les IS. Les traités internationaux signés par les principales puissances interdisent les armes offensives en orbite et ce type de satellite n'existe plus officiellement. On a spéculé que le satellite expérimental Kosmos 2499 (en) lancé en 2014 est un engin de ce genre.

## Législation
Le 1er novembre 2022, un groupe de travail de l'ONU adopte pour la première fois une résolution demandant aux pays d'interdire les essais de missiles antisatellites destructeurs. Bien qu'elle ne soit pas juridiquement contraignante, la résolution défendue par les États-Unis reflète une augmentation de l'appui politique international à l'interdiction de ces armes. D'autres pays ont relevé que les États-Unis avaient déjà testé leur capacité de destruction antisatellite et, par conséquent, la résolution limite les progrès d'autres pays. 

## Les missiles antisatellites reconnus
- Chine

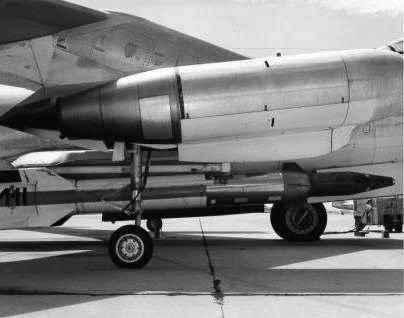
Un Bold Orion embarqué sous un B-47.

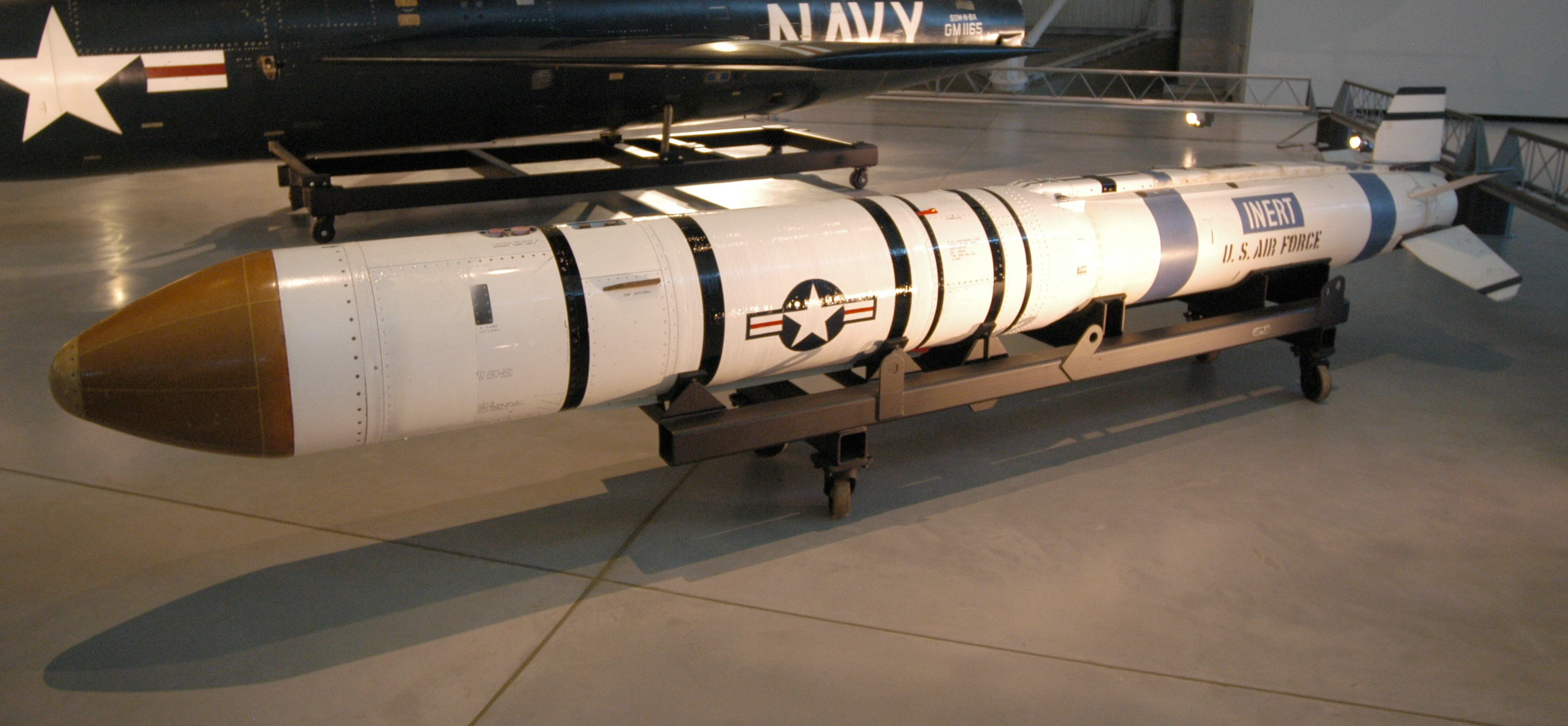
ASM-135 ASAT.

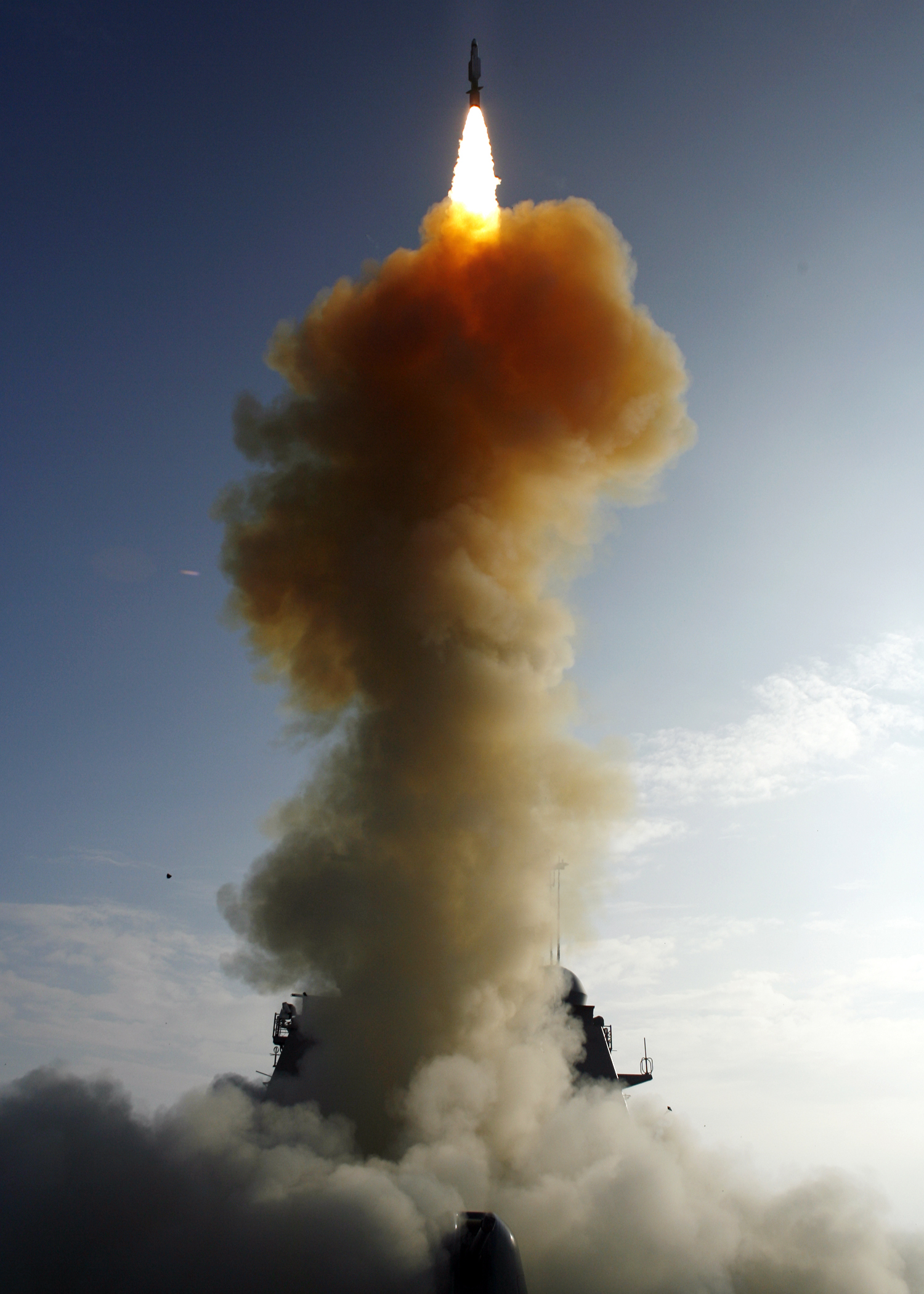
Lancement du missile Standard Missile 3 qui détruira le satellite USA 193.

  - La Chine aurait développé la série de missiles KT (Kaituozhe), une variante du missile balistique DF-21. Très peu de détails sont connus à ce sujet, en raison du secret qui entoure le projet.
  - La Chine a testé avec succès le missile antisatellite Dong Neng-3 le 30 octobre 2015, ce qui constituerait le 8e test en tout de ce type d'arme[3].

- États-Unis :
  - l'ancêtre des missiles antisatellite est le missile balistique lancé par avion Bold Orion, dont le douzième et dernier tir le 13 octobre 1959 depuis un B-47 Stratojet visa le satellite Explorer 6 à 251 km d'altitude. Il passa à environ 6,4 km de la cible mais devant être armé d'une arme nucléaire pouvant détruire le satellite à cette distance, ce test est considéré comme un succès. Construit à une douzaine d'exemplaires, il fut en service seulement de 1958 à 1959 ;
  - LIM-49A Spartan du système anti-missiles Safeguard. Opérationnel seulement d’octobre 1975 à début 1976 ;
  - ASM-135 ASAT (en) : il s'agissait d'un missile destiné à frapper les satellites espions soviétiques qui utilisait la grande capacité du F-15 à grimper en vol vertical à haute altitude. Le radar du chasseur désignait la cible et l'ASAT poursuivait son ascension jusqu'à sa cible qu'il détruisait grâce à un projectile cinétique. Ce programme débuté en 1977 a été abandonné en 1988 pour raisons politiques après un unique tir réel contre le satellite Solwind le 13 septembre 1985[4];
  - RIM-161 Standard Missile 3 : ce missile est issu du programme « Missile Defense » américain. Il dérive du missile anti-aérien SM2 et est embarqué sur des croiseurs américains classe Ticonderoga. Cette arme est opérationnelle depuis les années 2000.

- Union des républiques socialistes soviétiques :
  - V-1000 (1961) ;
  - tests de satellites antisatellites.
- Russie :
  - La Russie a réussi un test avec un missile de type Nudol le 18 novembre 2015 après deux échecs[5].

- Inde :
  - Le 27 mars 2019, l'Inde annonce avoir abattu un satellite en orbite basse à 300 km avec un missile[6] Ballistic Missile Defence (BMD) Interceptor à trois étages[7].

## Satellites détruits

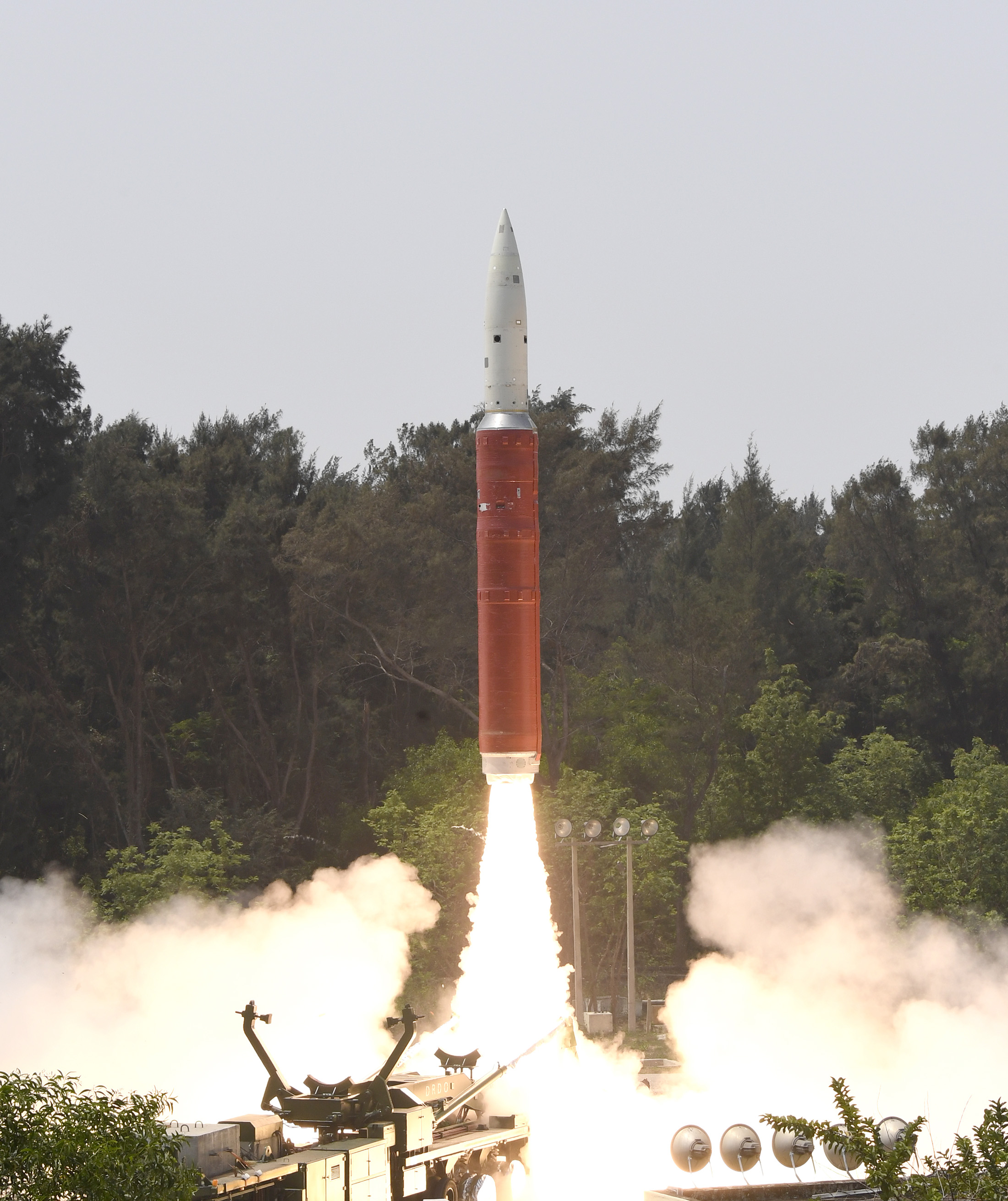
Le missile en indien utilisé pour le tir d'essai du 27 mars 2019.

Le 11 janvier 2007, la Chine réussissait à détruire un de ses anciens satellites météo évoluant à environ 800 km d'altitude à l'aide d'un missile probablement dérivé de ses armes intercontinentales. Fait notable, cette destruction volontaire est à l'origine de la plupart des débris spatiaux encore en orbite. Des essais similaires avaient déjà eu lieu précédemment, tant par les Américains que par les Soviétiques qui les avaient arrêté au milieu des années 1980.
Les États-Unis ont détruit, le 20 février 2008 (21 février 2008 vers 03 h 30 TU), un de leurs satellites espions en perdition au-dessus de l'océan Pacifique à 247 km d'altitude, à l'aide d'un missile tiré depuis le croiseur américain USS Lake Erie. L'objectif officiel était d'empêcher la rentrée dans l'atmosphère de ce satellite contenant un réservoir de 450 kg d'hydrazine, carburant hautement toxique. Le Pentagone affirme que celui-ci a été réduit en débris de faible taille et, en particulier le réservoir d'hydrazine, qu'ils ne présentent plus aucun danger.
Mais le but pourrait être différent d'une simple mesure de protection. Certains, dont la Russie et la Chine, pensent que Washington a voulu éviter que d'éventuels morceaux de ce satellite ultra-secret, ne tombent aux mains de puissances étrangères, mais surtout que la destruction de ce satellite était l'occasion pour les États-Unis de tester leurs armes antisatellites, risquant ainsi de relancer la « Guerre des étoiles »,.
Le 27 mars 2019, lors de la mission Shakti (« Puissance  » ou « Force », en sanskrit), un missile tiré depuis le centre d’essais de la Defence Research and Development Organisation (Organisation pour la recherche et le développement de la Défense indienne), sur l'île du docteur Abdul Kalam, située à une dizaine de kilomètres de la côte orientale de l'Inde, dans le golfe du Bengale détruit un satellite en orbite à environ 300 km d’altitude. La cible est le satellite d'observation de la Terre Microsat-R (d'une masse au décollage d'environ 740 kg), placé le 24 janvier 2019 sur une orbite de 269 × 289 km.
Le 15 novembre 2021 la Russie détruit un de ses satellites : des dizaines de milliers de débris sont générés dans une zone située près de la Station spatiale internationale (ISS) contraignant l'équipage à prendre des mesures d'évacuation

## Solutions alternatives
Il existe plusieurs moyens de mettre hors service un satellite sans le détruire physiquement tel l’éblouissement par laser.

## Conséquences environnementales
Indépendamment de la tension politique et de la course à l'armement engendrée, ces destructions de satellites posent un grave problème de débris spatiaux en orbite moyenne ou géostationnaire. Ces milliers de débris, même de très petites tailles, sont particulièrement dangereux pour les satellites et les missions habitées. 
Les débris d'une destruction de satellite peuvent donc engendrer la pertes d'autres satellites qui n'ont à priori pas été visés à l'origine. En effet, en orbite il n'y a pas d'air pour ralentir et arrêter les éclats d'une explosion. Les débris finissent néanmoins par retomber sur Terre naturellement après une durée de quelques mois à quelques milliers d'années selon l'orbite concernée et leur forme.
Le nuage de débris engendré par chaque destruction « pollue » donc plusieurs orbites. Si les orbites sont encombrées de trop nombreux débris, les satellites encore intègres qui les occupent seront à leur tour détruits venant aggraver encore plus la pollution orbitale. Cela peut donner lieu à une réaction en chaine incontrôlable. Ce phénomène, appelé syndrome de Kessler, pourrait conduire à la destruction des satellites évoluant dans la région de l'espace concernée (orbite basse, orbite moyenne, orbite géostationnaire, etc.). L'humanité ne pourra alors plus bénéficier de l'espace jusqu'à une résorption suffisante du nuage de débris.
Dans un épisode de la série documentaire intitulée Les mystères de l'Univers, un des ingénieurs de la NASA explique qu'une simple écaille de peinture (de quelques milligrammes) lancée à 28 000 km/h (vitesse des éléments en orbite) contre un des modules de la Station spatiale internationale produit un impact supérieur à une balle de calibre .44 Magnum tirée à bout portant. On imagine alors les risques qu'encourent les astronautes avec des débris pouvant atteindre plusieurs centaines de grammes ou plus.

## Dans la fiction
Le film Gravity, du réalisateur Alfonso Cuarón, décrit avec un certain réalisme le problème des destructions de satellites en orbite avec des missiles. La destruction d'un satellite russe par un missile engendre un certain nombre de débris. Leur nombre croissant est l'élément perturbateur initial du scénario. Le film est un exemple des dégâts collatéraux potentiellement importants de ce genre de missiles.
Dans le film, la navette spatiale Explorer effectue une mission de maintenance sur le télescope spatial Hubble (mission STS-157). Trois astronautes sont dans l'espace en train d'effectuer des travaux sur le télescope amarré dans la soute de la navette, lorsque le centre spatial de Houston informe l'équipage qu'un satellite russe a été détruit par un missile, engendrant un nuage de débris spatiaux. De prime abord sans danger, les débris se multiplient par réaction en chaîne (syndrome de Kessler) et certains d'entre eux se dirigent droit vers les astronautes. Ceux-ci se préparent à réintégrer la navette spatiale. Mais il est trop tard, les débris sont sur eux…
Bien que certaines erreurs se soient glissées dans le scénario, par exemple le fait qu'il faudrait plusieurs semaines, voire des mois, avant que des débris spatiaux même générés en masse viennent frapper précisément là où se trouve la navette spatiale, ce film révèle quand-même d'une certaine manière qu'un tel danger existe.